# كرزيستوف ميشالسكي
كرزيستوف ميشالسكي (بالبولندية: Krzysztof Michalski)‏ هو فيلسوف بولندي، ولد في 8 يونيو 1948 في وارسو في بولندا، وتوفي في 10 فبراير 2013 في فيينا في النمسا.